# قارة الصرح (يبعث)

تعديل مصدري - تعديل

قارة الصرح هي إحدى قرى عزلة يبعث بمديرية يبعث التابعة لمحافظة حضرموت، بلغ تعداد سكانها 238 نسمة حسب تعداد اليمن لعام 2004.